# 避難所 (加利福尼亞州)
避難所（英語：Asylum）是位於美國加利福尼亞州門多西諾縣的一個非建制地區。該地的面積和人口皆未知。

## 地理
避難所的座標為39°08′01″N 123°12′02″W / 39.13361°N 123.20056°W，而該地的平均海拔高度為185米（即607英尺）。